# 何点
何点（?—?），中国五胡十六国时代成汉大臣。官居司徒。
何点在王达之后担任司徒。李雄没有立儿子为太子，以大哥李荡的儿子李班为太子。李班为人谦虚能广泛采纳意见，尊敬爱护儒士贤人，从何点、李剑以下，李班皆以他们为老师。334年，李雄头部生疮，旧伤化脓溃烂，儿子们都远远躲开，太子李班亲自为他吮吸脓肿。李雄死后，李班接嗣皇帝位，任命李寿为录尚书事来辅佐朝政。李班在宫中依礼服丧，政事都委托给李寿和司徒何点、尚书令王瓌等人。李雄的儿子李期杀死李班篡位，任命王瓌接替何点为司徒。

## 延伸阅读
[在维基数据编辑]
 《梁書·卷51》，出自姚思廉《梁書》